# Србија на Зимским олимпијским играма младих 2012.
Србија је на првим Зимским олимпијским играма младих 2012. одржаним у Инзбруку од 13. до 22. јануара учествовала са 2 такмичара у 4 дисциплине у 2 спорта.
Шеф мисије Србије био је Бранислав Јевтић.
Заставу Србије на свечаном отварању Олимпијских игара младих 2012. носио је биатлонац, Џенис Авдић.

## Алпско скијање
Дечаци
| Такмичар          | Дисциплина | Финале          | Финале          | Финале          | Финале          |
| Такмичар          | Дисциплина | Трка 1          | Трка 2          | Укупно          | Пласман         |
| ----------------- | ---------- | --------------- | --------------- | --------------- | --------------- |
| Страхиња Станишић | Слалом     | Дисквалификован | Дисквалификован | Дисквалификован | Дисквалификован |
| Страхиња Станишић | Велеслалом | 1:01,85         | 57,15           | 1:59,00         | 19              |

## Биатлон
Дечаци
| Такмичар    | Дисциплина | Финале  | Финале    | Финале  |
| Такмичар    | Дисциплина | Време   | Промашаји | Пласман |
| ----------- | ---------- | ------- | --------- | ------- |
| Џенис Авдић | Спринт     | 24:18,5 | 7         | 47      |
| Џенис Авдић | Потера     | 38:37,7 | 9         | 45      |